# Armeniaca davidiana
Armeniaca davidiana là loài thực vật có hoa trong họ Hoa hồng. Loài này được Carrière mô tả khoa học đầu tiên.